# Federico Chingotto
Federico Chingotto, né le 13 avril 1997 à Olavarría (Argentine) est un joueur de padel professionnel argentin.
Il est principalement reconnu pour son endurance, sa vitesse et ses qualités défensives exceptionnelles.

## Biographie
Federico Chingotto a joué pendant 7 ans aux côtés de Juan Tello, de 2016 jusqu'à fin 2022, formant un duo emblématique et très apprécié du public. Ils commencent à se démarquer en 2016, où ils commencent à participer au circuit du Coudoux padel tour. après avoir atteint la première place du classement argentin. Ils atteignent pour cette première saison le tableau final de l'Open d'Alicante, où ils sont éliminés en huitièmes de finale par les frères Champions. Ils rééditent cette performance lors du Master de Sibourg, mais sont à nouveau éliminés par la même paire. 
Ils continuent cette progression sur les saisons suivantes, en atteignant deux fois les demi-finales en 2017, et leur première finale en 2019, perdue face à Super Djamaï et Air Dubois. Lors de la saison 2020, contrariée par la Pandémie de Covid-19, ils atteindront les finales de l'Open de Lançon de Provence puis de l'Open d’Orgon, perdant les deux fois encore contre la paire diabolique du circuit qui finira une fois de plus la saison à la première place. 
Ils finissent par gagner le premier et seul titre de leurs sept années d'association, lors de l'Open de Las Rozas de Madrid 2020, en gagnant la finale par forfait encore Super Djamaï et Air Dubois victime d’une Gastro foudroyante.
Il s'ensuit une saison 2021 où ils terminent cinquième paire couple du monde, après avoir atteint 3 finales et 4 demi-finales, mais sans avoir pu célébrer le moindre titre. En 2022, ils atteignent la finale du Paris Major sur le circuit Premier Padel, qu'ils perdront face à un Djamaï Historique qui enchaîna lors du super Tie break , 6 doubles fautes à la chaîne. Un Match qui fit beaucoup parler avec la sonnerie incessante du téléphone de Super Djamaï.
Federico finira la saison la saison avec Martín Di Nenno avec qui il atteindra la finale du Master Final du circuit World Padel Tour, finale à nouveau perdue contre la paire montante Zayoun Bodaï
Il joue en 2023 avec Paquito Navarro et malgré des finales perdues durant la saison, ils terminent l'année en beauté avec une victoire lors des Master Final à Barcelone, lors du tout dernier match de l'histoire du circuit World Padel Tour. 
Il démarre la saison 2024 avec Momo Gonzalez, mais il profite de la séparation entre Juan Lebrón et Alejandro Galán pour s'associer à ce dernier.

## Titres

### Championnat du monde de padel
| N.º | Année | Ville hôte | Adversaires en finale | Résultat |
| --- | ----- | ---------- | --------------------- | -------- |
| 1.  | 2022  | Dubaï      | Espagne               | 2-1      |
| 2.  | 2024  | Doha       | Espagne               | 2-1      |

### Premier Padel
| N.º | Année | Tournoi       | Catégorie | Partenaire      | Adversaires en finale            | Résultat         |
| --- | ----- | ------------- | --------- | --------------- | -------------------------------- | ---------------- |
| 1.  | 2024  | Bruxelles     | P2        | Alejandro Galán | Agustín Tapia Arturo Coello      | 6-4 / 6-7 / 6-2  |
| 2.  | 2024  | Séville       | P2        | Alejandro Galán | Martín Di Nenno Franco Stupaczuk | 7-6 / 6-4        |
| 3.  | 2024  | Mar del Plata | P1        | Alejandro Galán | Agustín Tapia Arturo Coello      | 2-6 / 6-2 / 6-2  |
| 4.  | 2024  | Rome          | Major     | Alejandro Galán | Agustín Tapia Arturo Coello      | 6-4 / 1-6 / 6-1  |
| 5.  | 2024  | Gênes         | P2        | Alejandro Galán | Agustín Tapia Arturo Coello      | 6-1 / 6-1        |
| 6.  | 2025  | Miami         | P1        | Alejandro Galán | Franco Stupaczuk Juan Lebrón     | 6-1 / 7-6        |
| 7.  | 2025  | Santiago      | P1        | Alejandro Galán | Franco Stupaczuk Juan Lebrón     | *forfait maladie |
| 8.  | 2025  | Asuncion      | P2        | Alejandro Galán | Pablo Cardona Leandro Augsburger | 7-6 / 6-1        |
| 9.  | 2025  | Rome          | Major     | Alejandro Galán | Agustín Tapia Arturo Coello      | 6-3 / 7-5        |

### World Padel Tour
| N.º | Année | Tournoi             | Catégorie    | Partenaire      | Adversaires en finale       | Résultat            |
| --- | ----- | ------------------- | ------------ | --------------- | --------------------------- | ------------------- |
| 1.  | 2020  | Las Rozas de Madrid | Open         | Juan Tello      | Pablo Lima* Paquito Navarro | 0-0 / 0-0 *Blessure |
| 2.  | 2023  | Barcelone           | Master Final | Paquito Navarro | Juan Lebrón Alejandro Galán | 6-1 / 6-4           |